# Le cinesi (Gluck)
Le cinesi è un'opera lirica in un atto del compositore Christoph Willibald Gluck, su libretto in lingua italiana di Pietro Metastasio. Il libretto era già stato musicato da Antonio Caldara nel 1735. La versione di Gluck viene spesso considerata un'azione teatrale, anche se Metastasio e il compositore hanno mantenuto la designazione originale. L'opera venne messa in scena per la prima volta al castello di Hof il 24 settembre 1754, in occasione della visita dell'imperatrice Maria Teresa d'Austria alla casa di Sassonia-Hildburghausen, e venne rappresentata per la famiglia reale austriaca.
Max Loppert commentò il rapporto tra Gluck e la famiglia reale austriaca e le sue implicazioni su quest'opera. L'opera è anche caratterizzata come una satira delle convenzioni operistiche dell'epoca.

## Personaggi e interpreti
| Personaggio | Tipologia vocale | Interprete della prima, 24 settembre 1754 |
| ----------- | ---------------- | ----------------------------------------- |
| Lisinga     | contralto        | Vittoria Tesi                             |
| Silango     | tenore           | Giuseppe Friebert                         |
| Sivene      | soprano          | Theresia Heinisch                         |
| Tangia      | contralto        | Katharina Starzer                         |

## Trama

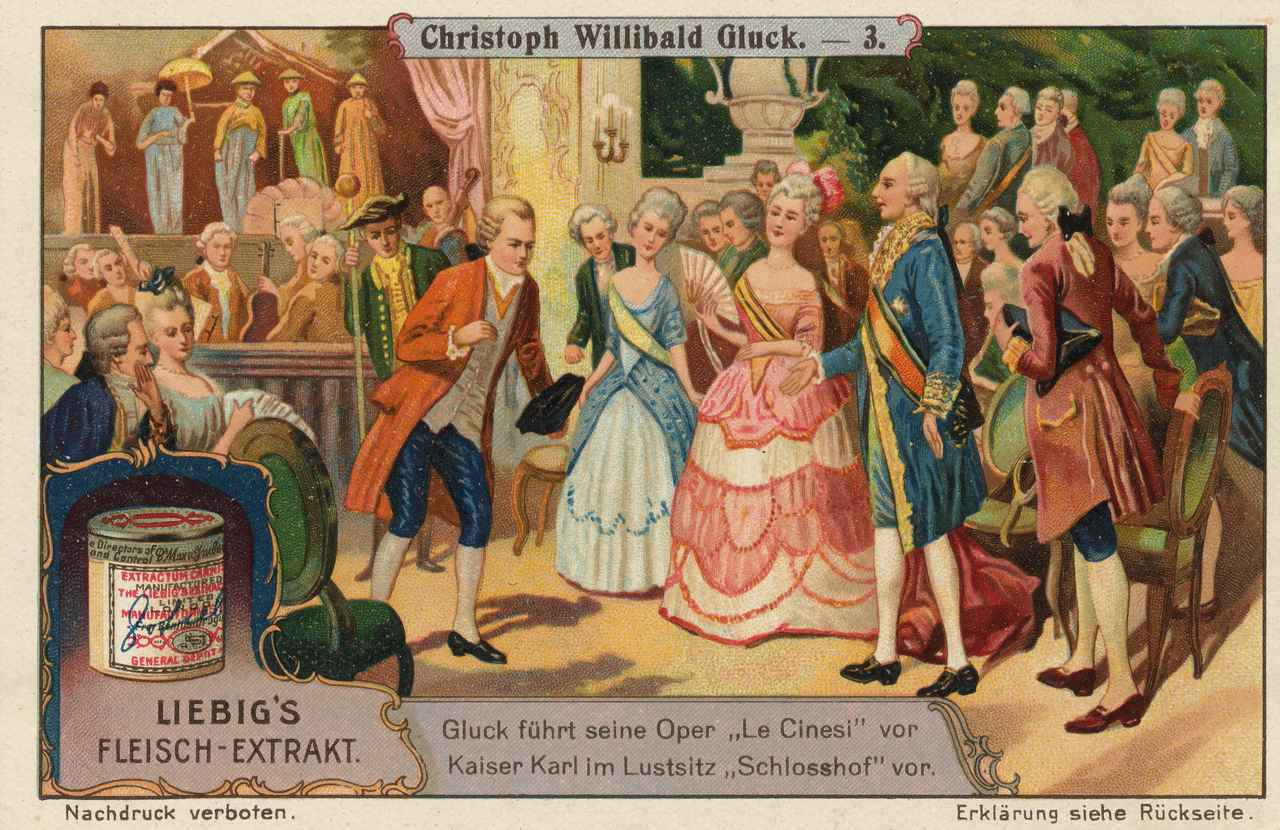
La prima rappresentazione dell'opera in una carta da collezione tedesca facente parte di una serie su Cristoforo Gluck.

Le cinesi dalle quali l'opera prende il titolo sono Lisinga e due sue amiche, Tangia e Sivene. L'unico altro personaggio dell'opera è il fratello di Lisinga, Silango, che è appena tornato da un viaggio in Europa. Per intrattenerlo, le tre donne mettono in scena delle arie in tre stili lirici diversi: Lisinga canta una scena tragica impersonando Andromaca; Sivene e Silango cantano un duetto pastorale interpretando, rispettivamente, una pastorella e un pastorello che condividono dei sentimenti romantici l'uno per l'altra; Tangia, che è gelosa dell'affetto mostrato da Silango nei confronti di Sivene, canta un'aria comica nella quale si prende gioco di un giovane dandy parigino davanti a uno specchio, facendo indirettamente satira su Sivene.
I personaggi cercano di scoprire quale sia lo stile migliore di tutti, ma si rendono conto che ogni stile ha i suoi svantaggi. L'opera si conclude con un balletto, Il giudizio di Paride, cantato come un quartetto vocale.

## Registrazioni
- Kaaren Erickson, Aleksandrina Milčeva, Marga Schiml, Thomas Moser; Orchestra radiofonica di Monaco diretta da Lamberto Gardelli. Edito nel gennaio 1981 in DVD.[6]
- Isabelle Poulenard, Gloria Banditelli, Anne Sofie von Otter, Guy de Mey; Orchestra della Schola Cantorum Basiliensis diretta da René Jacobs.[7]